# 볼리토 미스토

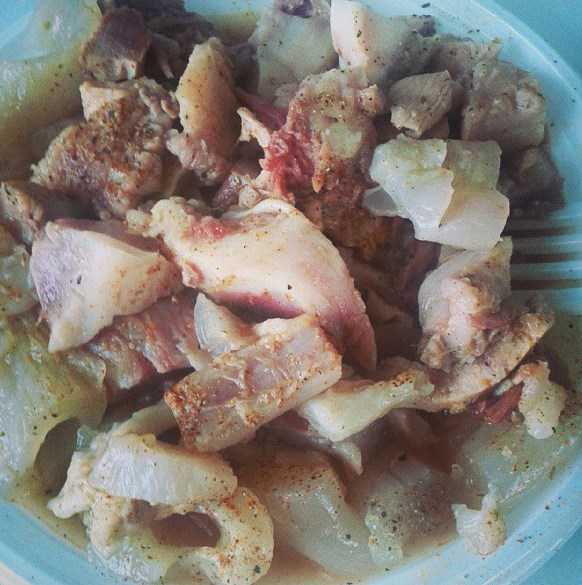

볼리토 미스토 (이탈리아어:Bollito Misto)는 이탈리아의 전통 스튜의 일종으로 프랑스의 포토푀와 아주 흡사하며 쇠고기와 송아지고기, 닭고기 등을 허브와 채소를 넣은 국물에 2-3시간 푹 끓인 요리이다.
북부 이탈리아에서 흔히 나타나는데 에밀리아로마냐주, 피에몬테주, 롬바르디아주 등지에서는 여러 종류가 존재한다. 보통 고기를 얇게 잘라서 소금과 과일 조각을 설탕에 재워서 만든 모스트라다, 그린 소스, 처트니 등을 쓰기도 한다. 푹 끓인 스튜의 국물은 기름떼를 걷은 뒤에 수프나 리소토의 기본 육수로 쓰기도 한다.

## 역사
이탈리아 요리에서 볼리토는 이천 년 동안 존재해왔다. 1800년대 후반 비토리오 에마누엘레 2세는 피에몬테주의 코무네인 몬칼보에 일행과 사냥을 갔다가 맛있는 냄새를 맡고 마을로 가서 볼리토를 즐겼다고 한다.
볼리토는 여러 조리서에 나타나며 17세기의 요리사 안토니오 라티니(Antonio Latini)는 38개의 조리법을 저서 Lo Scalco alla Moderna (The Modern Steward, 1694)에 적었다.

## 같이 보기
- 스튜
- 포토푀
- 찌개

## 참고자료
- http://italianfood.about.com/od/boiledbeef/ss/aa041607.htm 보관됨 2012-01-24 - 웨이백 머신
- http://italianfood.about.com/library/weekly/aa011498.htm 보관됨 2012-02-07 - 웨이백 머신
- http://www.foodnetwork.com/recipes/giada-de-laurentiis/bollito-misto-recipe/index.html
- https://web.archive.org/web/20140314204556/http://www.antonio-carluccio.com/Il_Gran_Bollito_Misto